# Cases Rocamora
Les Cases Rocamora est un bâtiment moderniste de Barcelone protégé comme Bien Culturel d'Intérêt Local. L'édifice a été bâti entre 1914 et 1917 par l'architecte Joaquim Bassegoda i Amigó et, très probablement aussi, par son frère Bonaventura.

## Description
Il s'agit d'un ensemble de trois bâtiments avec des entrées indépendantes mais unifiés formellement par la façade. Le bâtiment comporte un rez-de-chaussée à usage commercial et cinq étages de logements. Il est situé au début du Passeig de Gràcia. 

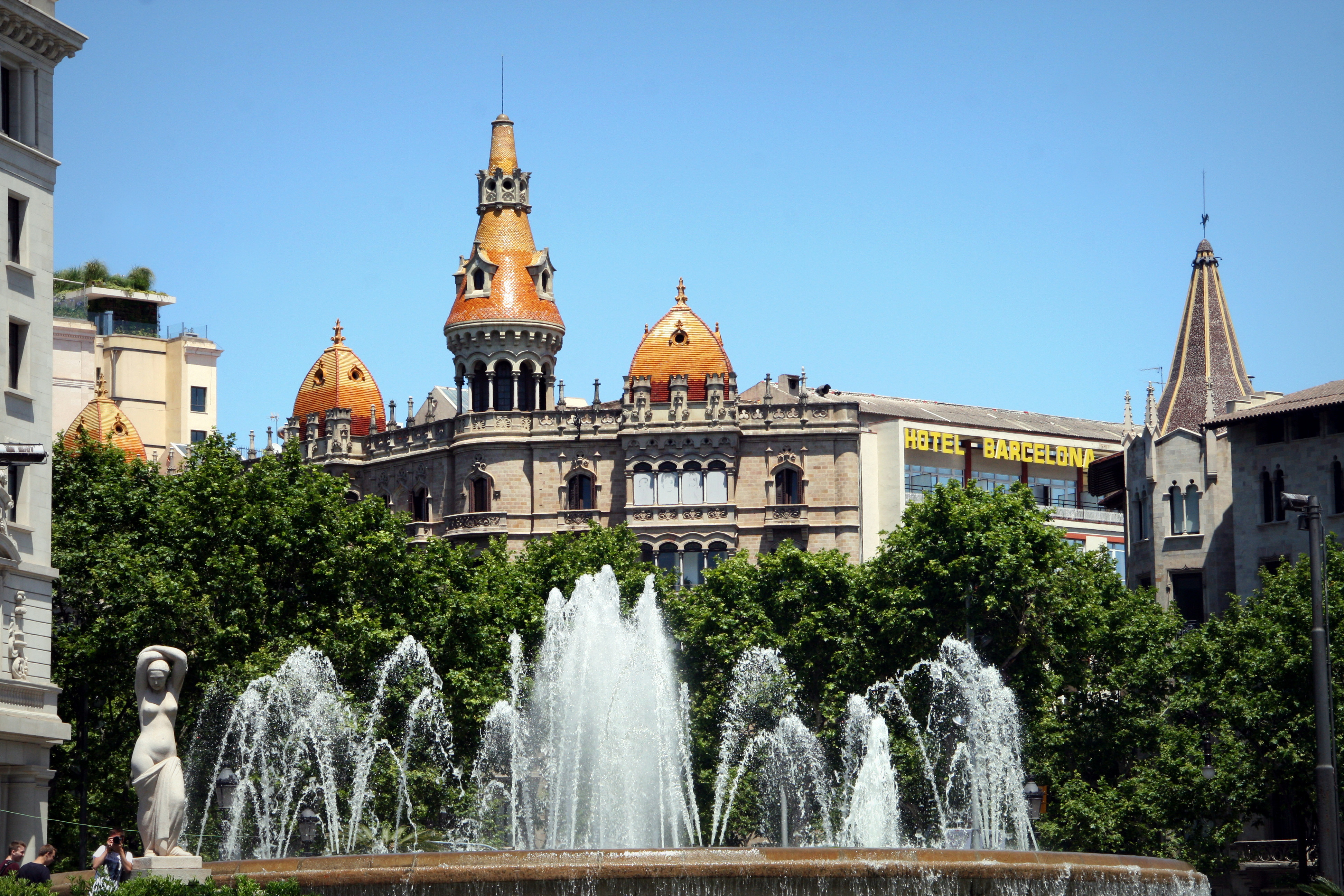
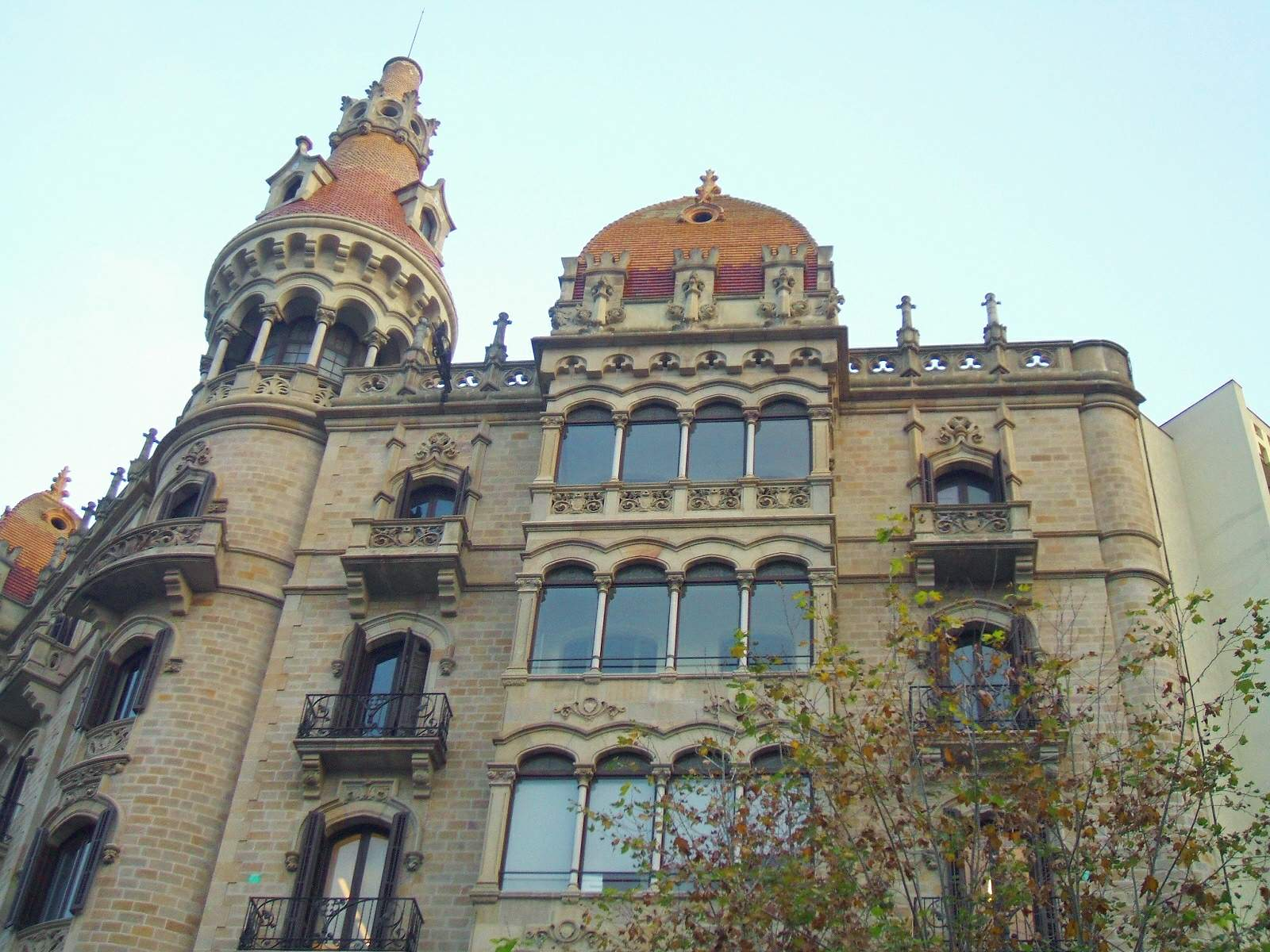
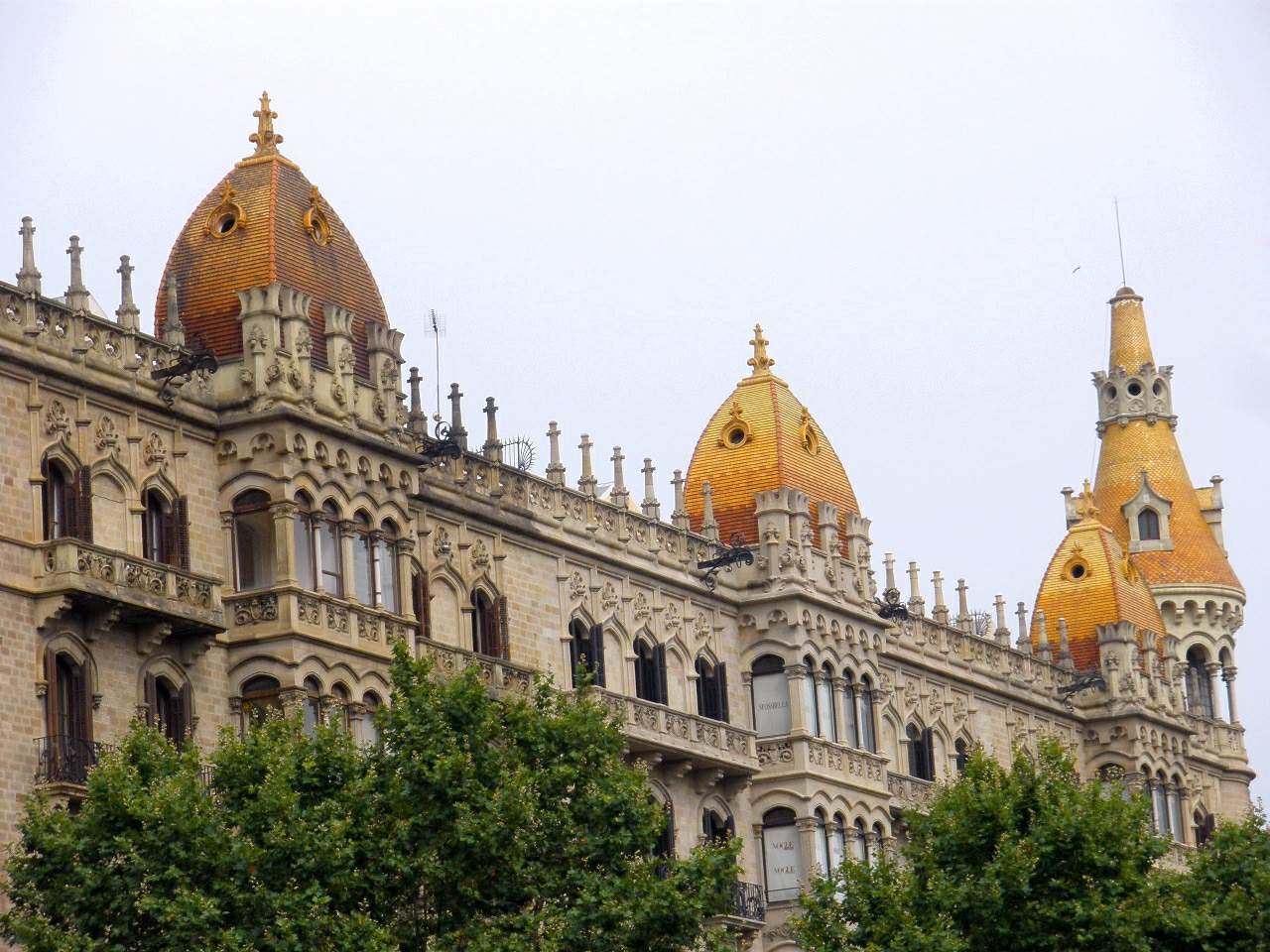

## Source de traduction
- (ca) Cet article est partiellement ou en totalité issu de l’article de Wikipédia en catalan intitulé « Cases Rocamora » (voir la liste des auteurs).